# Orthosia ramosa
Orthosia ramosa är en oleanderväxtart som beskrevs av W.D.Stevens. Orthosia ramosa ingår i släktet Orthosia och familjen oleanderväxter. Inga underarter finns listade i Catalogue of Life.